# Handball-Weltmeisterschaft der Frauen 2029
Die Handball-Weltmeisterschaft der Frauen 2029 soll im Jahr 2029 in Spanien ausgetragen werden. Der Veranstalter ist die Internationale Handballföderation (IHF). Es ist die 29. Auflage der Handball-Weltmeisterschaft der Frauen.

## Gastgeber
Beim IHF Council am 16. April 2024 in Créteil wurden die IHF die Austragungsrechte für die Weltmeisterschaften der Jahre 2029 und 2031 vergeben. Für 2029 hatte sich der spanische Handballverband RFEBM beworben, er erhielt auch den Zuschlag.

## Austragungsorte
Die Spiele sollen in Galizien, Valencia, Málaga und Gipuzkoa ausgetragen werden, wobei in Irun eine neue errichtete Mehrzweckhalle Spielort sein soll.

## Teilnehmer
An dem Turnier werden 32 Mannschaften teilnehmen.
Direkt qualifiziert sind
- Spanien als Gastgeber sowie die
- Weltmeisterinnen von 2027.

## Übertragungsrechte
Die Rechte zur Übertragung der deutschen Spiele der Männer und der Frauen sowie der Endspiele der Weltmeisterschaften 2027, 2029 und 2031 für Deutschland erwarb die ProSiebenSat.1 Media. Die Pay-TV-Rechte aller Spiele erwarb Dyn Media.